# Terra Invicta
Terra Invicta (v překladu "Neporazitelná Země") je grand strategie od studia Pavonis Interactive, které se proslavilo vydáním modifikací Long war a Long War 2 pro XCOM: Enemy Unknown , a XCOM 2. Vznikla díky crowdfundingové kampani na Kickstarteru  a do předběžného přístupu byla vydána v září 2022.

## Příběh
Hra začíná 30. září roku 2022, kdy na Zemi dojde k nemyslitelnému, do atmosféry vstoupí mimozemská loď a přistane v odlehlé oblasti. Nicméně loď krátce po přistání exploduje, pilot zmizí neznámo kam a vlády světa nejsou schopny prakticky jakékoliv koordinované reakce. Z tohoto důvodu iniciativu převezmou skupiny obdobně smýšlejících vlivných lidí (vědců, vojáků, politiků, celebrit apod.) a zformují několik ideologických frakcí, které usilují o různé reakce na příchod mimozemšťanů .
Resistance (Odboj) věří, že mimozemšťané představují potenciální hrozbu, a rozhodne se důkladně prozkoumat je i jejich motivy a případně proti nim vést obrannou válku.
Humanity first (Lidstvo na prvním místě) věří, že mimozemšťané představují extrémní hrozbu pro budoucnost lidstva, a usiluje o jejich porážku a likvidaci všech případných kolaborantů za jakoukoliv cenu, bez ohledu na morální či zákonné konvence.
Initiative (Iniciativa) představuje kabal oportunistických byznysmenů, kteří v příchodu mimozemšťanů vidí především příležitost k výdělku či zvýšení vlastní moci.
Servants (Služebníci) vidí v mimozemšťanech spasitele celého lidstva, a rozhodnou se jim za každou cenu pomáhat a sloužit jim.
Protectorate (Protektorát) předpokládá, že druhu schopnému cestovat mezi hvězdami není možné klást odpor bez jistoty zničení lidstva, a usiluje o vyjednání míru za každou cenu, i za cenu omezení suverenity lidstva.
Academy (Akademie), vedená předními vědci, vidí v příchodu mimozemšťanů možnost k navázání skutečného meziplanetárního spojenectví, a usiluje o zajištění oboustranně mírové koexistence.
Project Exodus (Projekt Exodus) mimozemšťany považuje za hrozbu pro existenci lidstva a spásu vidí ve vyslání mezihvězdné kolonizační lodi na jinou planetu.
Všechny frakce se pustí do výzkumu mimozemského příchodu a vlivu (ne všechny odhalí vše), nicméně krom několika fragmentů mimozemské lodě se prakticky není od čeho odrazit. Pak se ale ukáže, že mimozemšťané nemají o mírový první kontakt zájem, když začnou mizet lidé. Někteří se později vrátí, ale zdánlivě vyměnění za dvojníky nebo ovládnutí, když začnou unášet politiky, špehovat či šířit promimozemský sentiment. Nově vyvinutá pozorovací síť Skywatch navíc brzy odhalí, že mimozemšťané ve Sluneční soustavě staví bojové vesmírné lodě a habitaty na kosmických tělesech. Nicméně příchod mimozemšťanů vyvolá výrazný zájem i nové investice do vědy a výzkumu, a je tedy jen otázkou času, kdy bude lidstvo schopné se jim ve vesmíru i jinde postavit, pokud dříve nepadne.

## Gameplay[4]
Hra má dvě složky, první z nich je geopolitický simulátor, kde je cílem zajistit pomocí vysílání agentů, též zvaných radní, na mise do jednotlivých států na Zemi. Tyto mise mají za účel především zajistit podporu daného státu či bojovat proti ostatním frakcím, ať už zajištěním vyhození (či něčeho horšího) lidí, které dosadily na klíčové posty v jiných zemích, zadržováním nebo dokonce atentáty na nepřátelské radní, manipulace s veřejným míněním či vyvoláváním/uklidňováním nepokojů. Dalším cílem je výzkum aktivit mimozemšťanů na místech, kde byla zjištěna jejich aktivita, a nakonec i případné útoky na jejich agenty či bránění jejich vlastním misím. V rámci sociologického výzkumu je také možné měnit geopolitickou situaci, například zformováním nových zemí či rozdělováním těch starých. Například Česká republika má od začátku hry platný nárok na území Slovenska, se kterým se tak může po dobrém či po zlém sjednotit.
Druhou složkou hry je pak real-time strategie, při které je v další fázi hry prozkoumávána a osidlována Sluneční soustava pro zajištění nových zdrojů, výzkumu a především bojeschopných vesmírných lodí. Hráč tak musí budovat orbitální stanice i povrchové habitaty na různých tělesech ve sluneční soustavě, těžit důležité suroviny, vybudovat vesmírnou ekonomiku a zajistit tak své frakci možnost výstavby vesmírných flotil i zvýšit jejich příjmy financí či vědy. Simulace též počítá s oběžnými drahami jednotlivých těles a omezeným doletem vesmírných lodí na základě kapacity pohonných látek a specifického impulzu jejich pohonu (který udává, jakého tahu může daný pohon dosáhnout na jednu sekundu s jedním kilogramem paliva, tedy označuje palivovou účinnost). Hráč tedy začíná s neefektivními raketovými motory a postupně získává přístup k pokročilejším pohonům založených na skutečných teoretických konceptech, přičemž nejvyšší kategorií pohonů jsou ty založené na jaderné fúzi či Anihilaci hmoty s antihmotou.
Důležitou složkou hry je výzkum, dělený na globální, kdy jsou zkoumány určité obecné a široké vědecké projekty, které jsou v rámci hry široce publikované a jejich výsledky jsou pak dostupné všem, které následně frakcím umožňují jejich vlastní aplikovaný výzkum za konkrétními cíli (nové metody pohonu, výroby energie, těžby, zbraní, sociálního inženýrství, prodlužování lidského života a mnoha dalších věcí). Tento výzkum navíc vychází z teoretických konceptů založených na současném poznání fyziky, biologie, informatiky a dalších oborů, a představuje tedy poměrně realistické možnosti, jak by se mohly lidské technologie vyvíjet (například v oborech umělé inteligence, zdrojů energie, vesmírných pohonů či genetického inženýrství).
Vesmírné bitvy ve hře také probíhají v reálném čase, navíc s realistickým fyzikálním modelem, kvůli kterému je plánování trajektorie lodí značně komplexní a komplikované. Simulována je též trajektorie projektilů a řízených střel z jednotlivých zbraní, kterých je ve hře celá řada (konvenční, laserové, paprskové, kinetické, výbušné, jaderné či dokonce antihmotové), což umožňuje se jim vyhýbat či je za letu sestřelovat.